# Sergio Caprari
Sergio Caprari est un boxeur italien né le 11 juillet 1932 à Civita Castellana (province de Viterbe) et mort le 12 octobre 2015 à Faleria (province de Viterbe).

## Carrière
Il participe au concours de boxe aux Jeux olympiques d'été de 1952 à Helsinki en catégorie poids plumes et remporte lors de cette épreuve la médaille d'argent en ne s'inclinant qu'en finale face au Tchécoslovaque Ján Zachara.

## Parcours auxJeux olympiques
Jeux olympiques d'été de 1952 à Helsinki (poids plumes) :
- Bat Pentti Niinivuori (Finlande) 2-1
- Bat Leszek Drogosz (Pologne) 3-0
- Bat Joseph Ventaja (France) 2-1
- Perd contre Ján Zachara (Tchécoslovaquie) 1-2